# Silo chrisiammos
Silo chrisiammos is een schietmot uit de familie Goeridae. De soort komt voor in het Palearctisch gebied.